# سیارک ۷۴۹

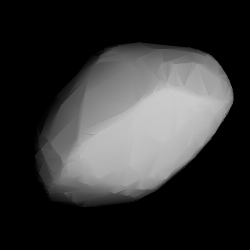
مدل سه‌بُعدی سیارک ۷۴۹ بر طبق منحنی نور آن

سیارک ۷۴۹ (به انگلیسی: 749 Malzovia، نامگذاری:1913RF) هفتصد و چهل و نهمین سیارک کشف شده‌است که در ۵ آوریل ۱۹۱۳ و در رصدخانه سایمیز کشف شد.
قدر مطلق سیارک برابر ۱۱٫۸۲ است.